# Villa Carobbi
Villa Carobbi si trova in via di Novoli 46 a Firenze. 

## Storia e descrizione
La villa appartenne originariamente alla famiglia Agli, che qui avevano un'alta torre merlata ben visibile fino a prima della seconda guerra mondiale, quando crollò in seguito a un'esplosione. Della torre resta memoria nel nome di questa zona, "Torre degli Agli".
La proprietà passò ai Gianfigliazzi nel 1605, quando l'ultima discendente Caterina degli Agli andò in sposa a Jacopo Gianfigliazzi. Poco dopo venne venduta ai Panciatichi di Pistoia (in particolare ai fratelli Niccolò e Giovanni) nel XVII secolo. Essi fecero costruire la villa vera e propria a partire da un fabbricato presso la torre, completando l'ornato fronte in stile manierista, con gli obelischi decorativi. La zona allora era aperta campagna, mentre oggi è circondata dall'edilizia popolare. Nel tempo subì varie trasformazioni e interventi di ripristino. Ai primi del Novecento pervenne a Pasquale Carobbi e poi passò al Genio Militare, che la possiede tutt'oggi. Dopo il conflitto venne restaurata con cura, ma non venne ricostruita la torre. 
La villa si svolge con una forma a "U" attorno al cortile con una fontana dalla grande vasca tonda, con una copia del Putto col delfino di Verrocchio, mentre verso est si trova un grande giardino all'italiana. All'interno due androni voltati sono decorati da grottesche di Bernardino Poccetti.

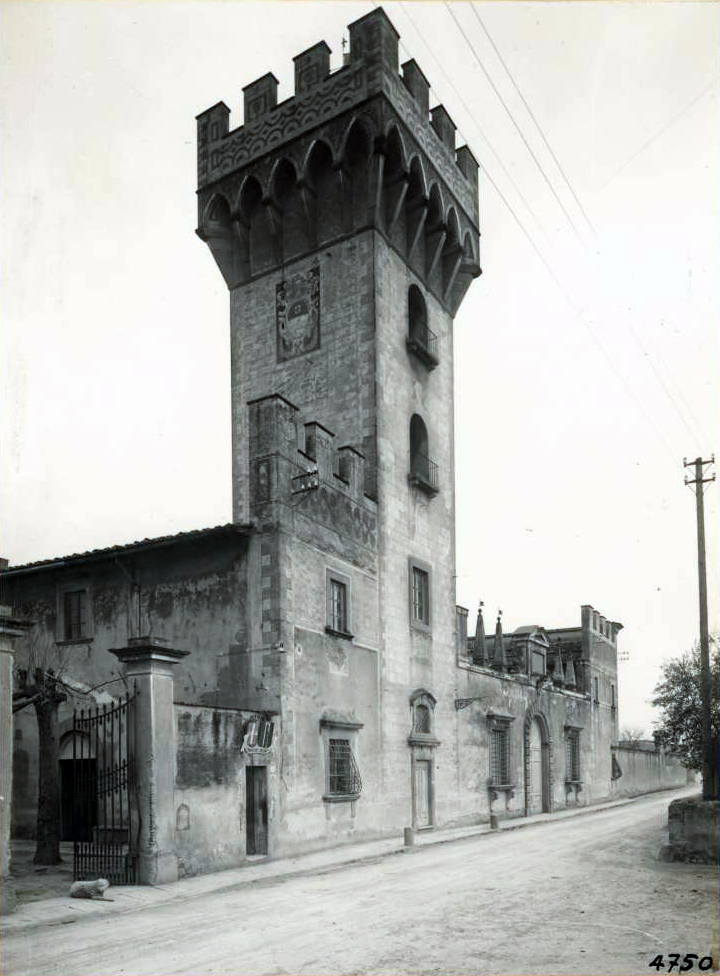
La torre degli Agli
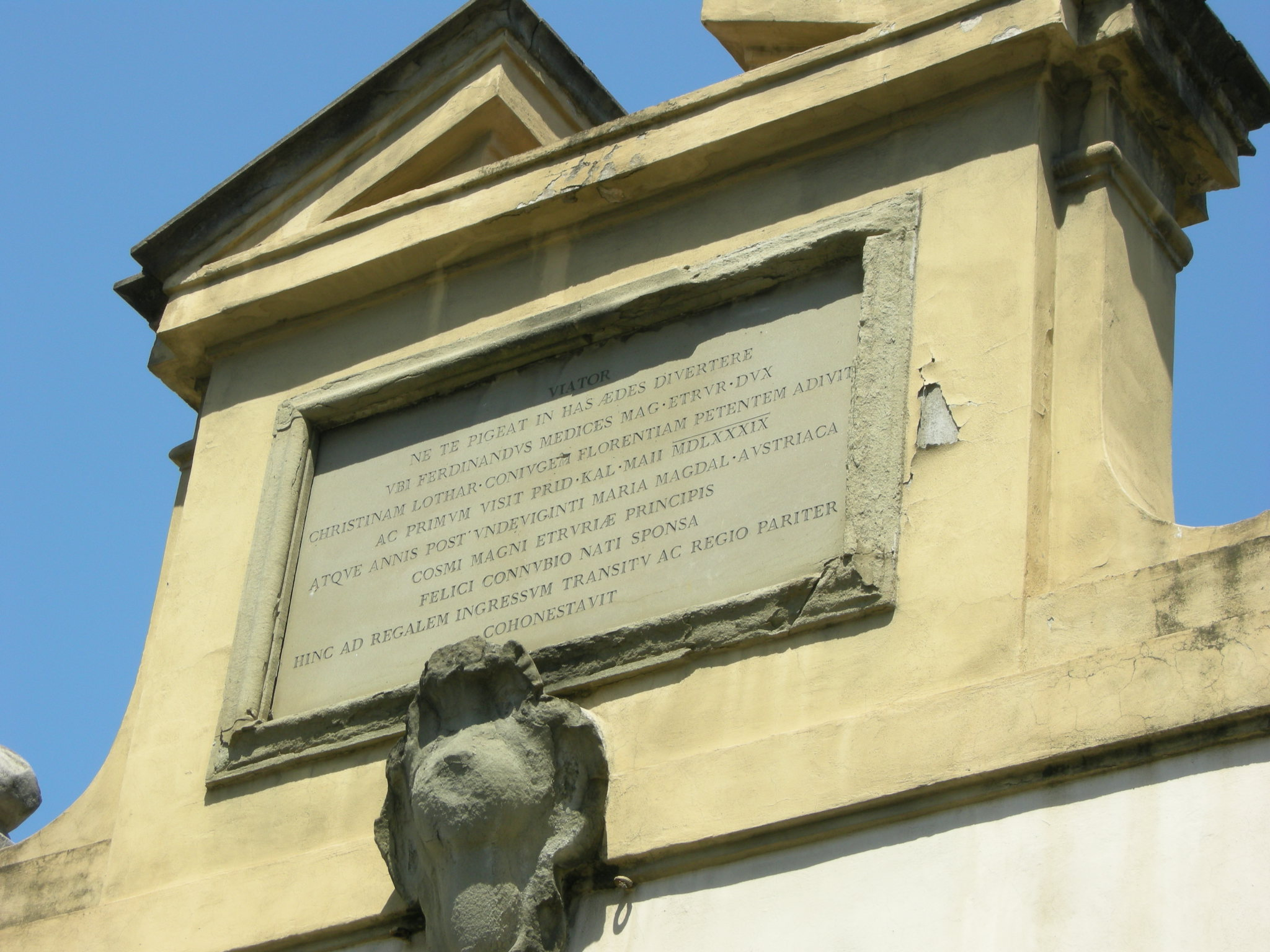
Iscrizione al viaggiatore passante
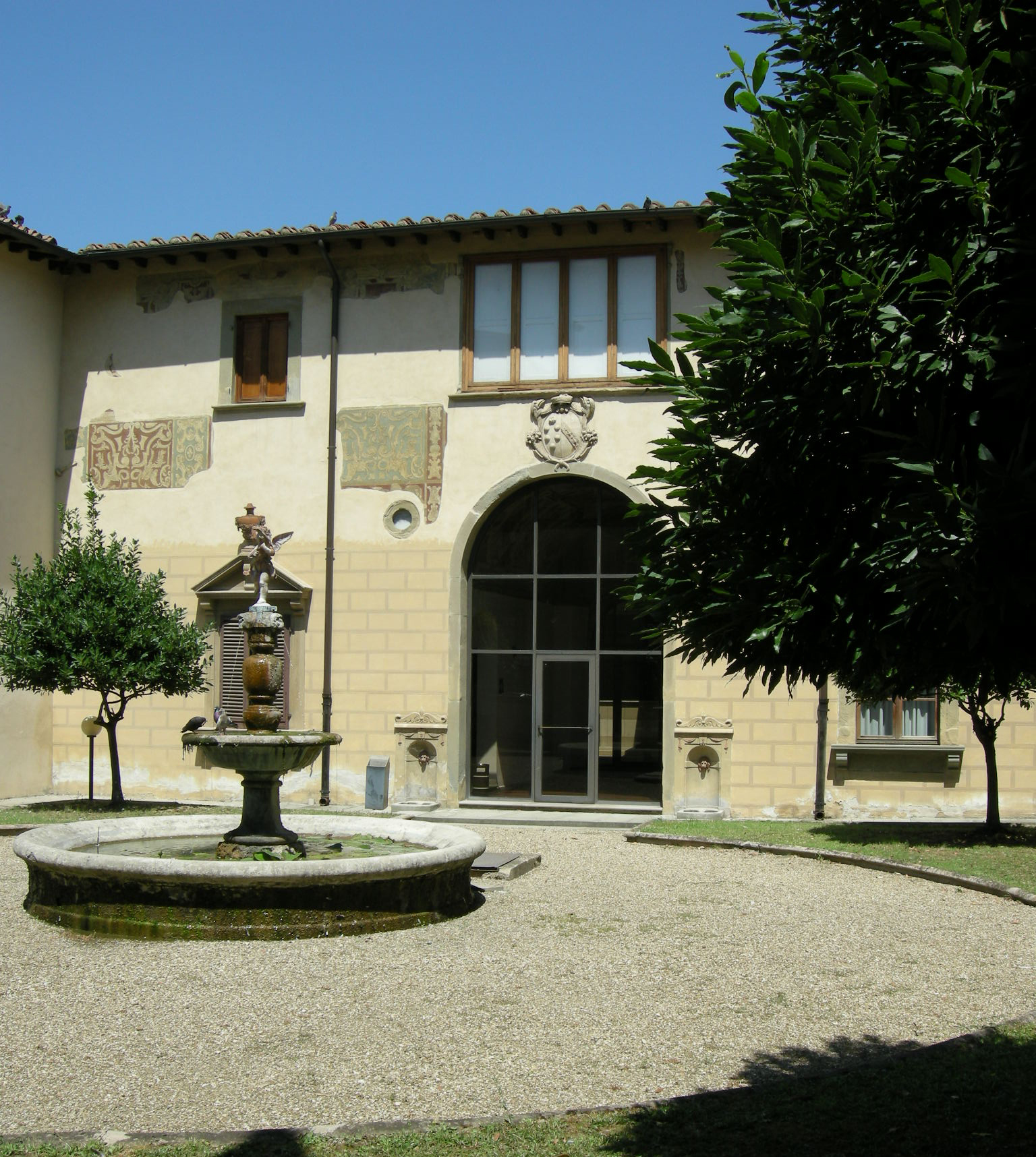
Il cortile
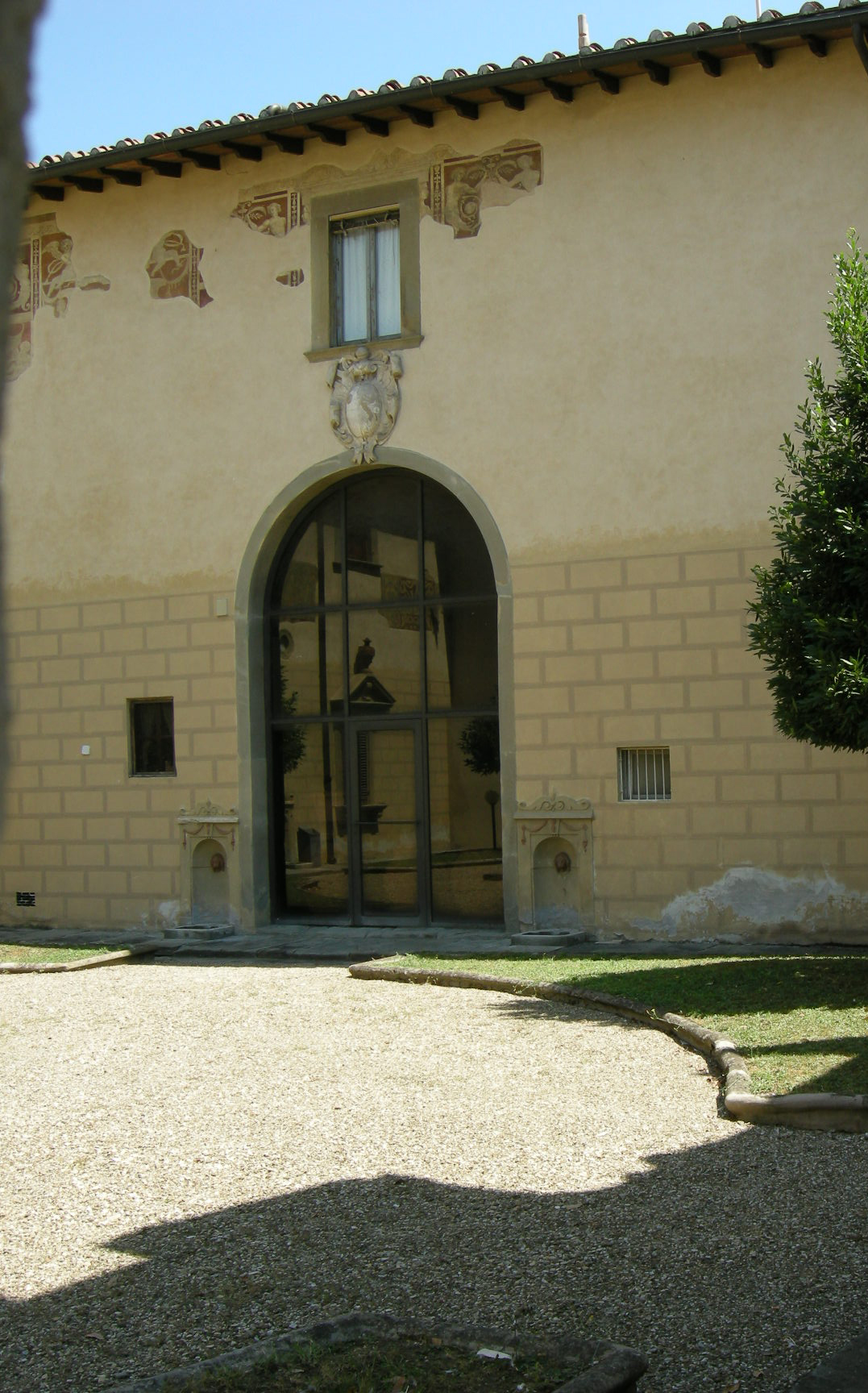
Il cortile